# Großglattbach

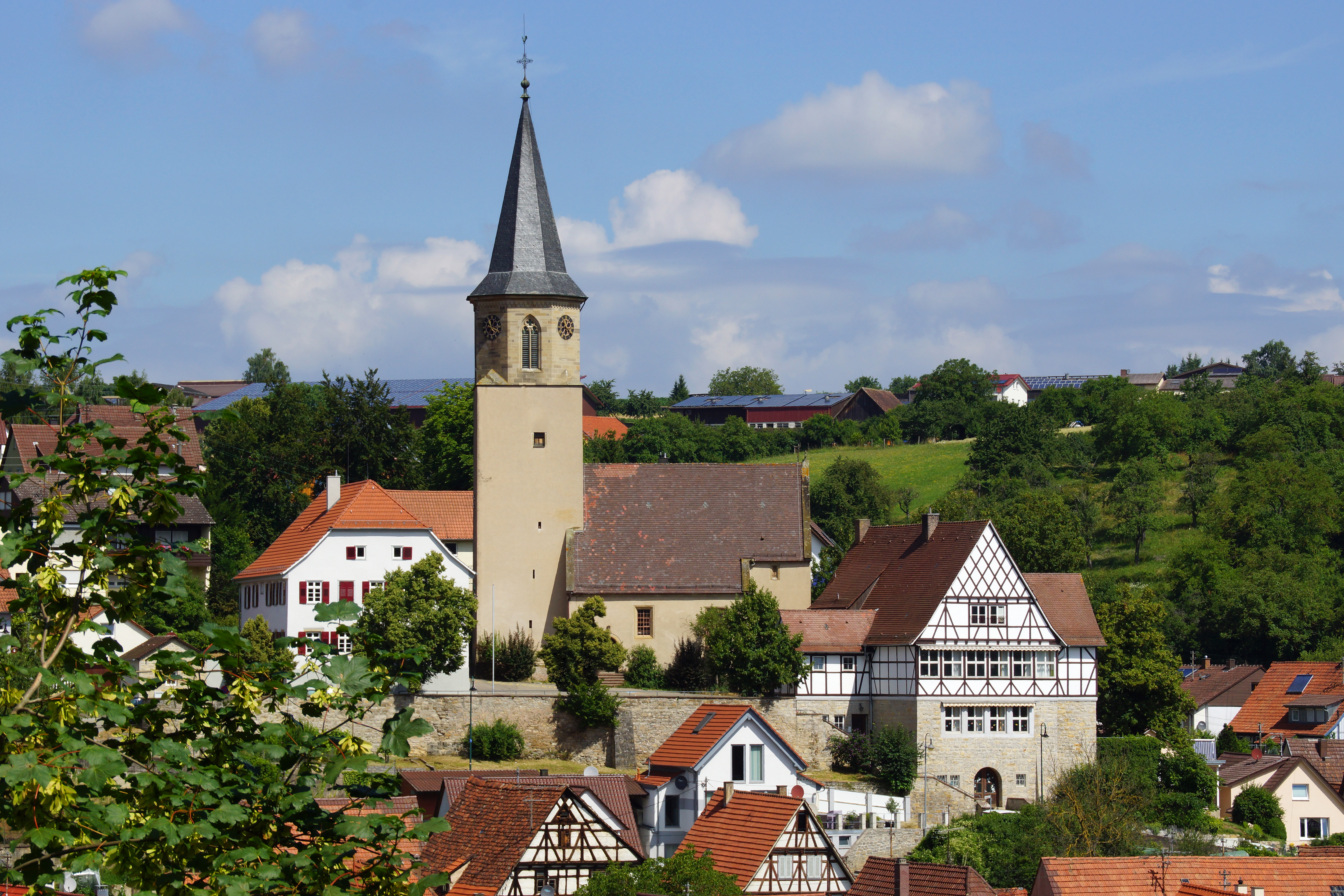
Großglattbach

Großglattbach ist ein Dorf im Südwesten Deutschlands und seit 1975 ein Stadtteil der Großen Kreisstadt Mühlacker im Enzkreis in Baden-Württemberg. Der Stadtteil hat 1.390 Einwohner (Stand 31. Dezember 2023).

## Geografie
Das Dorf Großglattbach liegt in der ungefähr ostwärts ziehenden Talmulde des Glattbachs an dessen Unterlauf; neuere Siedlungen liegen an den beiden Talhängen. Der Bach hat weiter oberhalb oft keinen Durchfluss und wird am westlichen Gemarkungsrand von der Quelle Hummelbrunnen gespeist, nordwärts dessen sich ein größeres Waldgebiet erstreckt. Nicht viel unterhalb des Dorfes mündet er von rechts in den danach ebenfalls ostwärts und durch Aurich fließenden Kreuzbach.
Benachbarte Dörfer sind
Mühlhausen an der Enz im Norden (zu Mühlacker);
Roßwag im Nordosten, Aurich im Osten (beide zu Vaihingen);
Sonnenberg im Ostsüdosten (zu Eberdingen);
Iptingen im Süden, Serres im Südsüdwesten und Pinache im Westsüdwesten (alle drei zu Wiernsheim); sowie
Lomersheim im Nordwesten (wieder zu Mühlacker).

## Geschichte

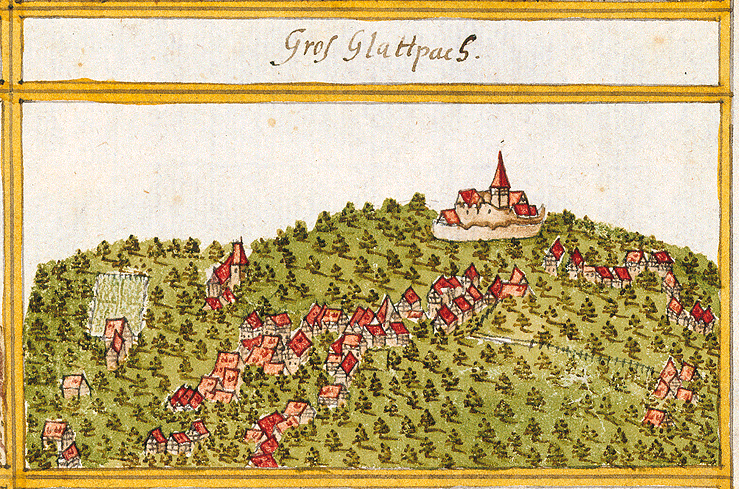
Ansicht von Großglattbach, Mühlacker, aus den Forstlagerbüchern von Andreas Kieser

Der Ort bestand schon in der Regierungszeit Karls des Großen. Das Dorf wurde erstmals im Jahr 782 anlässlich einer Schenkung an das Kloster Lorsch in einer Urkunde des Lorscher Codex als Glatebach erwähnt.  In späterer Zeit war Großglattbach vor allem Kreuzungspunkt vieler Straßen, auf denen Waren von verschiedenen Klöstern transportiert wurden.
Der Glattbach trieb die Mühle im Forellenweg an. Auch wurde früher das Wasser des Baches, wegen seiner guten Qualität, in Flaschen abgefüllt und vermarktet.
Am 31. Mai 1838 verwüstete ein Tornado Großglattbach und Riet.
Die ehemals selbständige Gemeinde Großglattbach gehörte zum Oberamt Vaihingen. 1934 wurde es umbenannt in Kreis Vaihingen. Bei der Kreisreform 1938 blieb die Gemeinde bei diesem Landkreis. Im Zuge der Gemeindereform wurde Großglattbach entgegen dem Ausgang eines Bürgerentscheids am 1. Januar 1975 nach Mühlacker eingemeindet.

## Infrastruktur
In Großglattbach gibt es ein Rathaus, die Kirchen St. Markus und St. Peter. Die Gemeinde besitzt eine funktionierende Vereinsstruktur. Eine Bäckerei und eine Metzgerei sind vorhanden.

## Natur

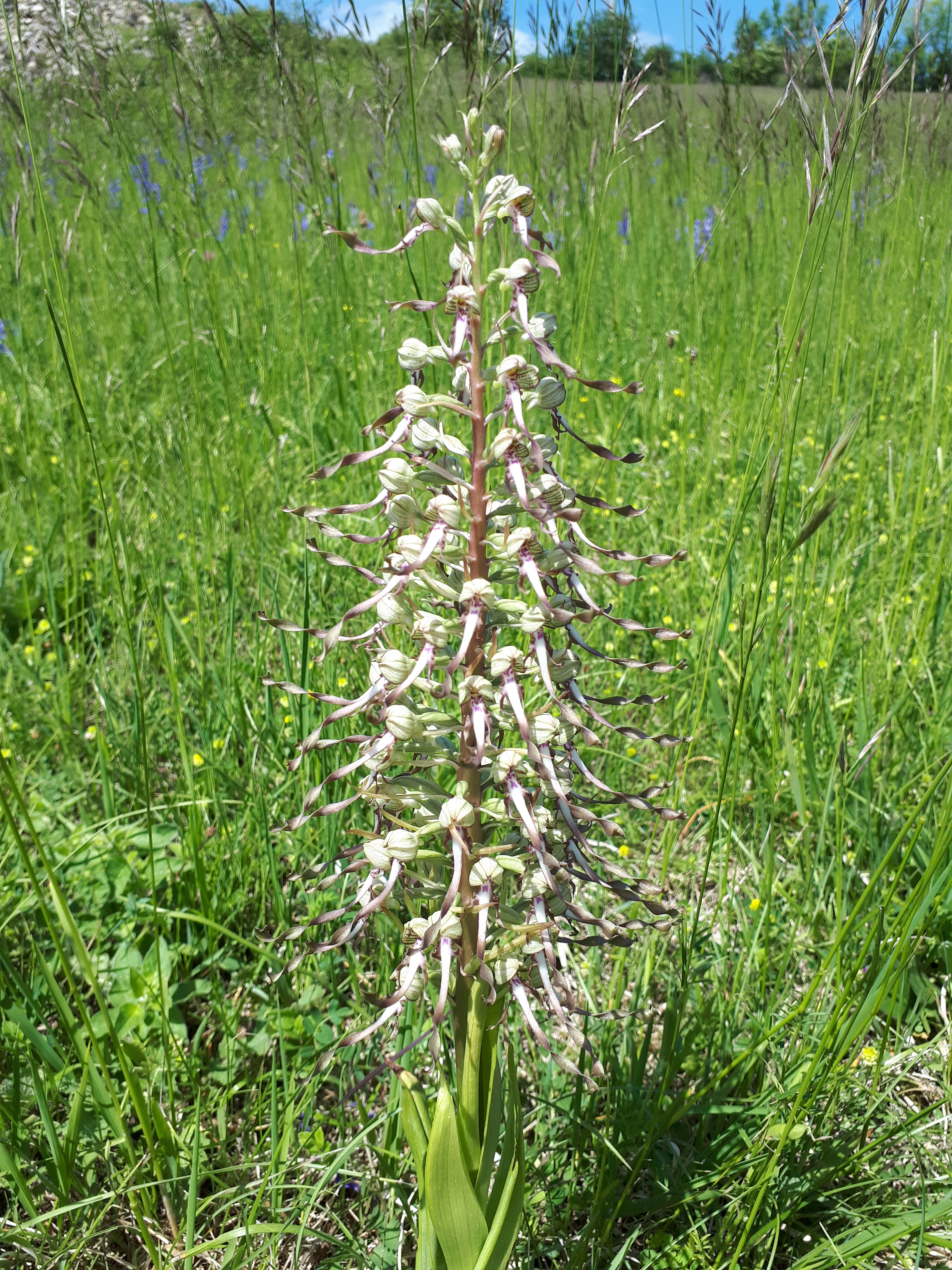
Riemenzunge im NSG Großglattbacher Riedberg

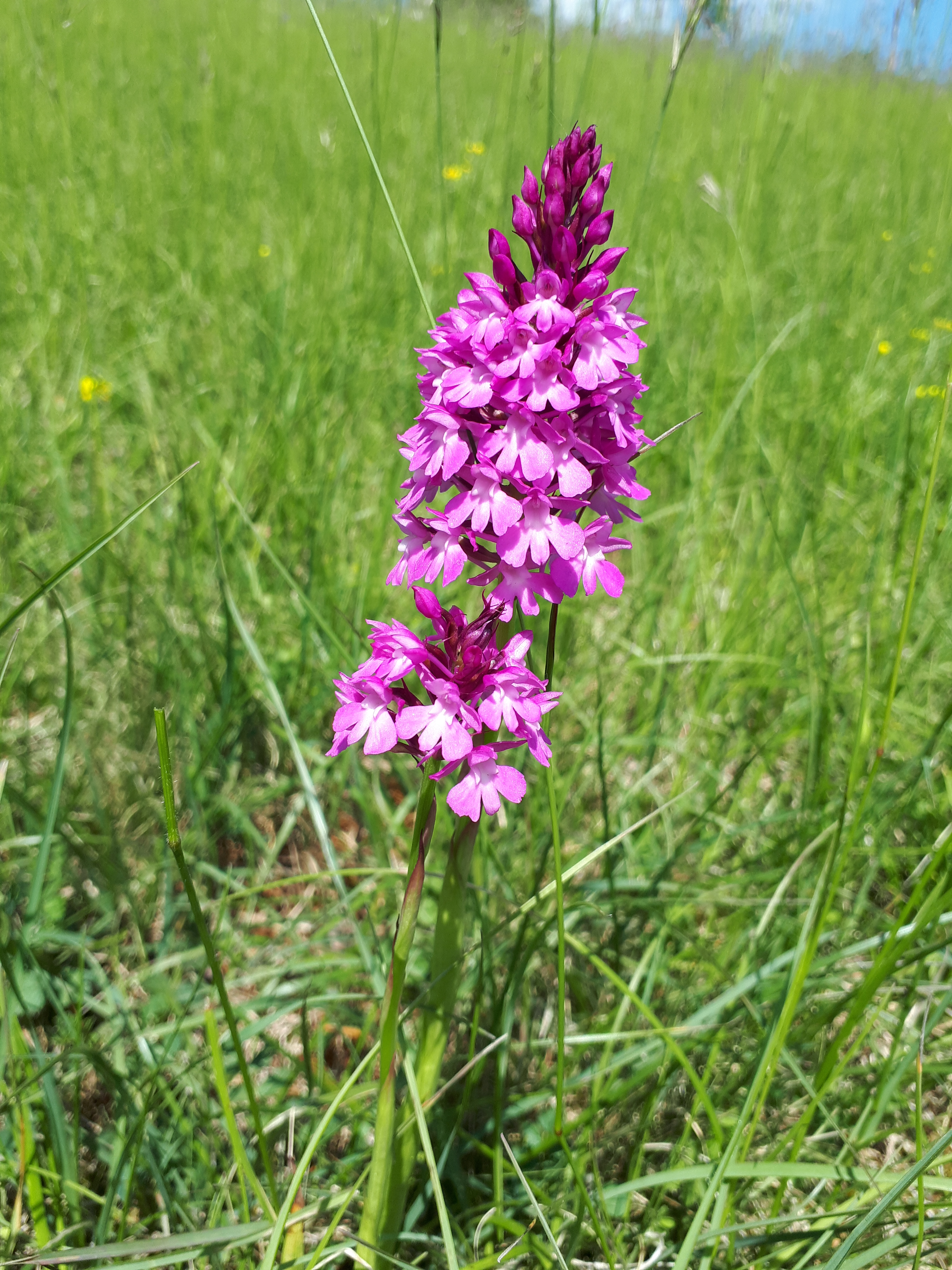
Hundskraut im NSG Großglattbacher Riedberg

Großglattbach ist umgeben von einer natürlich gebliebenen Landschaft mit teilweise Baumbewuchs tragenden Trockenmauerhängen vor und nach dem Dorf am linken Hang des etwa nach Osten fließenden Glattbachs. Dessen idyllisches Tal und im weiteren Verlauf das Kreuzbachtal mit seinen ausgedehnten Glatthaferwiesen laden zu erholsamen Spaziergängen in der Natur ein. Am nach Süden exponierten Hang des Kreuzbachtals in Richtung Aurich sind im Naturschutzgebiet „Großglattbacher Riedberg“ einige seltene Orchideenarten heimisch wie Riemenzunge, Hundswurz, Helm-Knabenkraut und weißes Waldvögelein sowie der Wachtelweizen oder die parasitisch lebende Sommerwurz.